# Pandacán
Pandacan  es uno de los dieciséis distritos de la ciudad de Manila en la República de Filipinas.

## Geografía
Ubicado en la margen izquierda del río Pasig, linda al norte y al este con Santa Mesa;  al sur y al este con Santa Ana; y al sur y oeste con Paco.
Los habitantes originales de la zona son emigrantes tagalos de la provincia de Bulacán. Pandacan era una comunidad agrícola que producía arroz y azúcar para vender en Intramuros. Después de la Segunda Guerra Mundial el distrito creció pasando a ser la zona industrial de Manila. Varios grupos étnicos de otras partes del país emigraron entonces al distrito.

### Barangayes
Pandacan se divide administrativamente en 38 barangayes o barrios, todos de  carácter urbano.

## Historia
El poblado data del año 1574, cuando los padres franciscanos de la Iglesia católica establecieron la primera misión. Pandacan fue originalmente parte de la parroquia de Sampaloc, independizándose en 1712.
A principios del siglo XIX formaba parte del Corregimiento de Tondo  en cuyo territorio se hallaba la plaza y la ciudad de Manila.

En el siglo XIX, Pandácan fue descrito como una "pequeña Venecia"  por sus numerosos canales y esteros que conducen hasta el río Pasig. Muchos podrían remar tranquilamente por los estuarios en las tardes como lo describe Francisco Balagtas en sus primeros escritos. Pandácan fue cuna de trovadores y de músicos en los primeros tiempos.
La primera empresa de fabricación moderna construida en Pandacan fue la Compañía General de Tabacos de Filipinas, y se levantó en 1882.

## Cultura

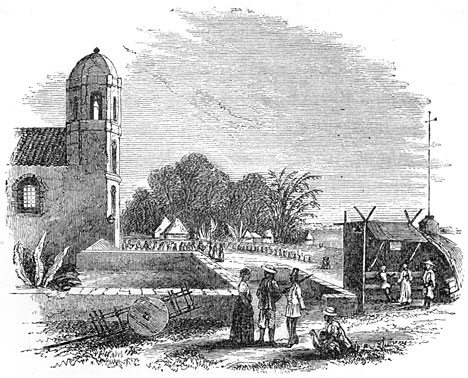
Parroquia del Santo Niño en Pandacan.

Cada año en Pandacan se celebra  el tradicional "buling buling" Festival de Danza. Debido a que muchos de los genios literarios y musicales del país del siglo XIX procedían de sete Distrito, se ofrece un baile tradicional anual en las calles de Pandacan todos los sábados antes de las principales celebraciones de la fiesta del Santo Niño, cada tercera semana del mes de  enero.